# ATSC 3.0
ATSC 3.0 é uma versão principal dos padrões ATSC para transmissão de televisão terrestre criada pelo Comitê de Sistemas de Televisão Avançada (ATSC).

Os padrões são projetados para oferecer suporte para tecnologias mais recentes, incluindo HEVC para canais de vídeo de até 2160p de resolução 4K a 120 quadros por segundo, ampla gama de cores, alta faixa dinâmica, Dolby AC-4 e MPEG-H 3D Audio, recursos de transmissão de dados e suporte mais robusto para televisão móvel . Os recursos também foram previstos como uma forma de permitir alertas públicos mais precisos e publicidade direcionada .
As primeiras grandes implantações do ATSC 3.0 ocorreram na Coreia do Sul em maio de 2017, em preparação para as Olimpíadas de Inverno de 2018 . Em novembro de 2017, a FCC aprovou o uso voluntário do ATSC 3.0 (com a marca " Next Gen TV " ou " NextGen TV ") para transmissão de televisão nos Estados Unidos; não haverá uma transição obrigatória como houve do NTSC analógico para o ATSC, e as estações de alta potência que fizerem a conversão devem preservar a disponibilidade de sua programação em sua cidade de licença por meio de sinais ATSC legados. Em dezembro de 2021, a Jamaica adotou o ATSC 3.0 para sua iminente transição da televisão analógica para a digital, com a Television Jamaica lançando o serviço ATSC 3.0 no mês seguinte.

## Detalhes técnicos

### Inicialização
ATSC 3.0 usa um sinal bootstrap que permite que um receptor descubra e identifique os sinais que estão sendo transmitidos. O sinal bootstrap tem uma configuração fixa que pode permitir que novos tipos de sinal sejam usados no futuro. O sinal de bootstrap também pode transportar informações para despertar um receptor para que ele possa receber um aviso de emergência à população .

### Camada física
O ATSC 3.0 usa uma camada física altamente eficiente que se baseia na modulação por multiplexação por divisão de frequência ortogonal (OFDM) com códigos FEC de código de verificação de paridade de baixa densidade (LDPC). Com um 6 Canal MHz a taxa de bits pode variar de 1 a 57 Mbit/s dependendo dos parâmetros utilizados. O ATSC 3.0 é limitado a 64 pipes de camada física (PLP) com 4 PLPs simultâneos recomendados por produto entregue completo. Os vários PLPs em um canal podem ter diferentes níveis de robustez usados para cada PLP. Um exemplo de como o PLP pode ser usado seria um canal que fornece vídeo HD por meio de um PLP robusto e aprimora o vídeo para UHD com uma camada de codificação de vídeo HEVC escalável por meio de um PLP de taxa de bits mais alta.

### Áudio
ATSC 3.0 suporta Dolby AC-4 e MPEG-H 3D Audio .

### Vídeo
O ATSC 3.0 oferece suporte a três formatos de vídeo: vídeo SD legado, vídeo HD entrelaçado e vídeo progressivo. O Legacy SD Video e o Interlaced HD Video suportam taxas de quadros de até 30 fps. O Legacy SD Video e o Interlaced HD Video são incluídos para compatibilidade com o conteúdo existente e não podem usar HDR, HFR ou WCG.
Vídeo SD legado
O vídeo SD legado suporta resoluções de até 720×480 e suporta o perfil HEVC ( High Efficiency Video Coding ) Main 10 no nível 3.1 Main Tier.
Vídeo HD entrelaçado
O vídeo HD entrelaçado oferece suporte a vídeo entrelaçado de 1080 linhas com 1.920 ou 1.440 pixels por linha e oferece suporte ao perfil HEVC Main 10 no nível 4.1 Main Tier.
Vídeo progressivo
O vídeo progressivo suporta resoluções de até 3840×2160 varredura progressiva e suporta o perfil HEVC Main 10 no nível 5.2 Main Tier. O vídeo progressivo suporta taxas de quadros de até 120 fps e Rec. Espaço de cor 2020. O vídeo progressivo suporta HDR usando funções de transferência híbridas log-gama (HLG) e quantizador perceptual (PQ).

### Segurança
O ATSC 3.0 suporta criptografia do sinal para proteger contra intrusão e fornecer gerenciamento de direitos digitais (DRM). Embora o fornecedor de sintonizadores Nuvyyo tenha declarado em 2017 que isso tinha como objetivo "permitir que as emissoras fornecessem serviços de valor agregado, como conteúdo sob demanda e pay-per-view, por meio de assinatura" por meio de sinais de transmissão, os principais grupos de transmissão dos EUA começaram a criptografar seus sinais de transmissão ATSC 3.0 em 2023.

ATSC 3.0 suporta marca d'água digital dos sinais de áudio e vídeo.

### Alerta público
Uma coligação sediada nos EUA, conhecida como Advanced Warning and Response Network Alliance, defendeu a utilização de funcionalidades ATSC 3.0, incluindo transmissão de dados e interoperabilidade de rede digital, a fim de fornecer um sistema de alerta de emergência com suporte para rich media incorporado e geo-segmentação mais precisa.
Em novembro de 2021, a AWARN e a ATSC apresentaram conjuntamente comentários em resposta a perguntas feitas sobre os recursos de alerta do ATSC 3.0 no Aviso Adicional de Proposta de Regulamentação da FCC  conforme exigido pela Lei de Autorização de Defesa Nacional para o Ano Fiscal de 2021 .

#### Sistema de Posicionamento de Transmissão
Um backup para GPS chamado Broadcast Positioning System (BPS) foi proposto como parte do ATSC 3.0, para fornecer serviços de localização em áreas de transmissão em caso de falha do GPS.

### Fallback de áudio analógico
Ao contrário do ATSC 1.0, o ATSC 3.0, conforme definido, torna possível o uso contínuo de uma subportadora de áudio analógica, além do sinal digital — coloquialmente chamado de "Franken FM" — estreitando a largura de banda do canal para 5,5. MHz de largura (ATSC 1.0 requer os 6 Largura de banda de MHz). Em 10 de junho de 2021, a FCC concedeu à KBKF-LD em San Jose, Califórnia, uma autorização temporária especial (STA) para transmitir uma subportadora de áudio FM analógica em 87,75 MHz, a mesma frequência que seria a subportadora de áudio em um sinal de vídeo analógico NTSC. A estação irmã da KBKF-LD , WRME-LD, recebeu uma autorização temporária especial semelhante pouco antes do fim da televisão analógica de baixa potência em 13 de julho de 2021. A STA tem implicações para as dezenas de estações de televisão analógicas de baixa potência restantes no canal físico 6, que operam como estações de rádio FM usando a subportadora NTSC e enfrentam o prazo de 13 de julho para converter para o digital; um sinal digital não é compatível com o rádio FM padrão nem com o padrão americano de rádio digital, HD Radio . A KBKF deve relatar quaisquer problemas de interferência à FCC duas vezes durante o prazo do STA, uma vez a cada 90 dias e novamente a cada 180 dias.  Os registros iniciais de 90 dias demonstraram que o espaço do canal compartilhado foi um sucesso. A FCC propôs, a partir de julho de 2023, que aqueles que operam sob a STA continuariam a ter permissão para usar o serviço de áudio analógico sob uma cláusula anterior, mas não permitiriam a adição de áudio analógico a quaisquer outras licenças de televisão.

## História
Em 26 de março de 2013, o Comitê de Sistemas Avançados de Televisão anunciou uma chamada para propostas para a camada física ATSC 3.0, que afirma que o plano é que o sistema suporte vídeo com resolução de 3840×2160 a 60 fps ( 4K UHDTV ).

Em fevereiro de 2014, um teste de compartilhamento de canais começou entre as estações de televisão de Los Angeles KLCS (uma estação de televisão pública que é membro da PBS ) e KJLA, uma emissora étnica comercial de propriedade e operada pela LATV, com apoio da CTIA e aprovação da Comissão Federal de Comunicações . O teste envolveu a multiplexação de vários subcanais HD e SD juntos, experimentando os atuais codecs de vídeo MPEG-2 / H.262 e MPEG-4 AVC / H.264 . Por fim, foi decidido que o H.264 não seria considerado para ATSC-3.0, mas sim que o mais novo codec MPEG-H HEVC / H.265 seria usado, com OFDM em vez de 8VSB para modulação, permitindo taxas de dados de 28 Mbit/s para 36 Mbit/s ou mais em um único canal de 6 MHz.

Em maio de 2015, e continuando por seis meses depois, o transmissor e a antena de transição digital temporária da afiliada da Fox em Cleveland, Ohio, WJW, foram usados pela Associação Nacional de Emissoras para testar o padrão "Futurecast" ATSC 3.0 avançado pela LG Corporation e GatesAir . Em setembro de 2015, novos testes na área de Baltimore e Washington, DC foram anunciados pela estação de Baltimore do Sinclair Broadcast Group, WBFF, que também é uma afiliada da Fox. O sistema Futurecast já havia sido testado em outubro de 2014, fora do ar, pela afiliada da ABC em Madison, Wisconsin, WKOW . Ao contrário das operações de rede de pseudo-frequência única do Sistema de Transmissão Distribuída ATSC 1.0/2.0, os dois transmissores do WI9XXT operam como uma verdadeira Rede de Frequência Única .
Mais testes começaram em 6 de janeiro de 2016, do ATSC 3.0 com High Dynamic Range (usando o codec de vídeo HEVC escalável com áudio HE-AAC ) da estação independente de Las Vegas, KHMP-LD em UHF 18. Mais tarde, a afiliada da Sinclair na CW, a KVCW, se juntaria a ela nesses testes, transmitindo simultaneamente em uma frequência de teste temporária (UHF 45).
Em 20 de janeiro de 2016, um grupo de trabalho na Coreia do Sul liderado pela LG Electronics e outros realizou a primeira transmissão "de ponta a ponta" de programação com resolução 4K por meio de um sinal ATSC 3.0, usando uma transmissão IP do estúdio Mok-dong do Seoul Broadcasting System para alimentar um transmissor na Montanha Gwanak . O diretor técnico da emissora declarou que o teste bem-sucedido "destaca o potencial para o lançamento de serviços comerciais de TV UHD terrestre pela Coreia usando ATSC 3.0 em fevereiro de 2017"
 Após a transmissão do teste, as emissoras sul-coreanas anunciaram que planejavam lançar serviços ATSC 3.0 em fevereiro de 2017.
Em 28 de março de 2016, o componente bootstrap do ATSC 3.0 (System Discovery and Signaling) foi atualizado do padrão candidato para o padrão finalizado.
Em 29 de junho de 2016, a afiliada da NBC WRAL-TV em Raleigh, Carolina do Norte, uma estação conhecida por seus papéis pioneiros em testar os padrões ATSC originais, lançou um canal experimental ATSC 3.0 transmitindo a programação da estação em 1080p, bem como um loop de demonstração 4K. A WRAL-EX também transmitiu a cobertura 4K dos Jogos Olímpicos de Verão de 2016 e dos Jogos Olímpicos de Inverno de 2018 de forma experimental.

## Comparação com transmissão 5G
Em comparação com o 5G Broadcast, o padrão de transmissão baseado em IP baseado em LTE, o ATSC 3.0 foi elogiado pela eficiência de largura de banda significativamente maior e pela presença de um sinal "bootstrap" à prova do futuro para permitir a introdução de novos perfis de modulação em nível físico. No entanto, a transmissão 5G foi vista como tendo vantagem na maioria dos outros aspectos do desempenho.

## Países e territórios que usam ATSC 3.0
Em 27 de julho de 2016, o Ministério da Ciência, TIC e Planejamento Futuro da Coreia do Sul endossou oficialmente o ATSC 3.0 como o padrão de transmissão do país para televisão de ultra-alta definição. Em 6 de janeiro de 2017, a LG Electronics anunciou que suas TVs 4K de 2017 vendidas na Coreia do Sul incluiriam sintonizadores ATSC 3.0.
Em 31 de maio de 2017, SBS, MBC e KBS lançaram oficialmente seus serviços ATSC 3.0 em tempo integral nos principais mercados sul-coreanos, como Seul e Incheon. O lançamento foi adiado de fevereiro de 2017 devido a problemas na obtenção do equipamento necessário.

A transição fez da Coreia do Sul o primeiro país do mundo a implementar um formato UHD terrestre e permitiu transmissões em 4K dos Jogos Olímpicos de Inverno de 2018 no Condado de Pyeongchang .

### Estados Unidos

Logotipo da marca "NextGen TV" usado em produtos compatíveis com ATSC 3.0 vendidos nos Estados Unidos

Em 2 de fevereiro de 2017, a Comissão Federal de Comunicações (FCC) emitiu um aviso de proposta de regulamentação (NPRM) que permitiria a implantação do ATSC 3.0 nos Estados Unidos. O Aviso de Proposta de Regulamentação busca comentários sobre questões como obrigações de transporte, interferência, obrigações de interesse público, transmissão simultânea e um mandato de sintonizador. Gary Shapiro, da Consumer Technology Association (CTA), declarou que um mandato para sintonizadores de TV não é necessário e que deveria ser orientado pelo mercado e voluntário. Em 24 de fevereiro de 2017, a FCC votou por unanimidade para aprovar duas partes do NPRM, abrindo a porta para os fabricantes começarem a produzir hardware ATSC 3.0.
Em 14 de novembro de 2017, o consórcio Pearl (composto por vários grandes conglomerados de radiodifusão, incluindo Cox Media Group, Graham Media Group, Hearst Television, Gray Television, Nexstar Media Group, EW Scripps Company e Tegna Inc. ) anunciou que usaria Phoenix, Arizona, como um mercado de teste para uma transição ATSC 3.0 em 2018. Dois dias depois, a FCC votou 3–2 a favor de uma ordem autorizando implantações voluntárias do ATSC 3.0 (referido sob a marca "Next Gen TV"); as estações que optarem por implantar serviços ATSC 3.0 devem continuar a manter um sinal compatível com ATSC 1.0 que seja "substancialmente similar" em programação ao seu sinal ATSC 3.0 (além da programação que aproveita os recursos do ATSC 3.0 e publicidade) e cubra toda a comunidade de licenças da estação (a FCC declarou que agilizaria a aprovação de transições se a perda na cobertura aérea pós-transição for de 5% ou menos). Esta cláusula permanecerá em vigor por pelo menos cinco anos; a permissão da FCC deve ser obtida antes que uma estação de potência máxima possa desligar seu sinal ATSC, mas as estações de baixa potência estão isentas do requisito de transmissão simultânea e podem fazer um corte rápido para ATSC 3.0, se assim o desejarem.

Os sinais ATSC 1.0 ainda estarão sujeitos a regras de transmissão obrigatórias para provedores de televisão durante o mandato de transmissão simultânea de cinco anos; a FCC declarou que a transmissão voluntária de sinais 3.0 por provedores de televisão seria deixada para o mercado. A ordem exige que as estações forneçam avisos suficientes no ar sobre as transições para os serviços ATSC 3.0. A FCC não alocará um segundo canal para cada emissora para permitir uma transição gradual do consumidor. Em vez disso, foi sugerido que diversas emissoras em cada mercado cooperassem localizando diversos serviços ATSC 1.0 degradados em um único transmissor. Ao mesmo tempo, as emissoras compartilhariam os transmissores restantes para transmissões ATSC 3.0. Após a adoção suficiente pelos consumidores, as transmissões ATSC 1.0 seriam abandonadas, permitindo que as estações retornassem à operação em seus próprios transmissores. Não é claro como as complicações desta abordagem seriam ultrapassadas, especialmente à luz da realocação do espectro em mercados densamente povoados.
A FCC publicou suas regras finais sobre ATSC 3.0 no Federal Register em 2 de fevereiro de 2018, e elas entraram em vigor formalmente 30 dias depois. Como a transição é voluntária, a FCC não exigirá que sintonizadores ATSC 3.0 sejam incluídos em novas televisões, e não haverá um programa de subsídios para a distribuição de equipamentos compatíveis com ATSC 3.0. A American Television Alliance (ATA) — um consórcio de provedores de televisão dos EUA — criticou a transição "voluntária", as inconsistências nos compromissos com os acordos de transmissão simultânea para compatibilidade e os possíveis rebaixamentos no serviço para os espectadores ATSC 1.0, bem como a forma como esses sinais serão considerados nas negociações de consentimento de retransmissão . Foi sugerido que os faróis ATSC 1.0 usando codificação MPEG-4 poderiam permitir que mais canais fossem transmitidos em sinais de farol e com resolução de até 1080p, mantendo um nível de compatibilidade com televisores e sintonizadores existentes. No entanto, nem todas as televisões e decodificadores —particularmente os modelos mais antigos—suportam vídeo MPEG-4 em sinais ATSC 1.0.
Como parte dos testes ATSC 3.0 da Pearl, a KFPH-CD da Univision em Phoenix foi convertida em uma estação ATSC 3.0 em 9 de abril de 2018, que será compartilhada pela Univision e várias outras emissoras. A Univision e a Sinclair Broadcast Group também estavam planejando um teste em Dallas, que utilizaria o espectro desocupado pela KSTR-DT e KTXD-TV para testar a transmissão ATSC 3.0 usando uma rede de frequência única . Em 26 de setembro de 2019, a Consumer Technology Association (CTA) anunciou que usaria a marca de certificação "NextGen TV" (estilizada "NEXTGEN TV") para promover equipamentos compatíveis com o padrão ATSC 3.0. As principais afiliadas da rede em Las Vegas foram as primeiras a lançar sinais ATSC 3.0 permanentes em 26 de maio de 2020.
Devido à natureza dos requisitos regulatórios da FCC, as primeiras estações "farol" ATSC 3.0 envolviam acordos de compartilhamento com grandes grupos proprietários de estações, como Nexstar, Sinclair, Scripps e Tegna, e não envolviam estações de televisão públicas e emissoras independentes. Por exemplo, o lançamento do ATSC 3.0 em Buffalo deixou de fora a estação membro da PBS, WNED-TV, e a estação independente WBBZ-TV . Em dezembro de 2021, a Pearl TV faria parceria com uma estação de televisão pública como apresentadora pela primeira vez, anunciando uma parceria com a historicamente negra Howard University em Washington, DC e sua estação PBS WHUT-TV ; a universidade havia trabalhado com o NAB em seminários discutindo ATSC 3.0, e a universidade estava desenvolvendo plataformas de ensino à distância baseadas em ATSC 3.0 usando sua funcionalidade de datacasting.

### Jamaica
Em dezembro de 2021, a Comissão de Radiodifusão da Jamaica estabeleceu que a Jamaica adotaria o ATSC 3.0 como parte da transição do país da televisão analógica para a digital, com a transição prevista para ser concluída em 2023. A Televisão Jamaicana juntou-se simultaneamente à ATSC como seu primeiro membro pleno do Caribe.
Em 31 de janeiro de 2022, a Television Jamaica lançou seu primeiro transmissor ATSC 3.0 em Kingston, tornando a Jamaica o primeiro país do Caribe e o terceiro país do mundo a lançar a transmissão ATSC 3.0. Um segundo transmissor em Montego Bay foi ativado em julho de 2022.

### Trinidad e Tobago
Em janeiro de 2023, a Autoridade de Telecomunicações de Trinidad e Tobago (TATT) anunciou que Trinidad e Tobago adotaria o ATSC 3.0 como parte da transição do país da televisão analógica para a digital, com a transição prevista para ser concluída em 2026.

### Brasil
Em janeiro de 2022, o Fórum Sistema Brasileiro TV Digital Terrestre recomendou a adoção das principais tecnologias ATSC 3.0 como parte de seus padrões "TV 3.0" para a televisão digital terrestre de próxima geração no Brasil, que substituirão os padrões japoneses ISDB-T International . A televisão aberta tem grande presença no país, com 88% das famílias pesquisadas pelo Instituto Brasileiro de Geografia e Estatística (IBGE) afirmando receber televisão aberta em casa. A TV Globo — a maior rede do Brasil — anunciou planos para implantar a TV 3.0 nacionalmente a tempo para a Copa do Mundo FIFA de 2026 e demonstrou o serviço 8K .

## Questões legais

### Privacidade
Os defensores do consumidor dos EUA notaram a oportunidade em que o ATSC 3.0 pode permitir que os anunciantes veiculem publicidade direcionada . Os anúncios segmentados permitiriam que os anunciantes rastreassem as classificações dos espectadores de forma mais direta, em vez de indireta, por empresas como a Nielsen Media Research . Espera-se que a FCC adie a decisão sobre anúncios direcionados para estar de acordo com as diretrizes da Comissão Federal de Comércio sobre privacidade.

### DRM
A capacidade de criptografar sinais transmitidos pelo ar tem enfrentado críticas por contradizer o conceito de televisão aberta e potencialmente dificultar gravadores de vídeo digitais e produtos de mudança de local por meio de restrições impostas pelas emissoras.

### Contencioso de patentes
Em outubro de 2023, a LG Electronics anunciou que não incluiria mais sintonizadores ATSC 3.0 em seus produtos dos EUA a partir do ano modelo de 2024, depois que o Tribunal Distrital dos Estados Unidos para o Distrito Leste do Texas decidiu que a empresa havia violado patentes de propriedade da Constellation Design, Inc. (que não é membro da ATSC) relacionadas a técnicas de constelação não uniforme (NUC) usadas pelo padrão, e foi condenada a pagar US$ 1,68 milhão em danos. O ATSC declarou que o impacto da situação era “provavelmente muito limitado”.
- Sintonizador ATSC
- Codificação de vídeo de alta eficiência